# 铸钱监
宋代，在盛产铜铁的地方各州、县普遍设置铸钱监，以××监为名，役使工匠开凿矿山，鼓冶铸钱。宋神宗熙宁六年诏：“京西、淮南、两浙、江西、荆湖六路各置一铸钱监，江南、荆湖南路以十五万缗，馀以十万缗为额。” 即此类。铸钱监为少府监属官，亦领于诸路监司。南宋，置提领诸路铸钱司代替少府监统领诸州铸钱监。